# Vernet
Vernet település Franciaországban, Haute-Garonne megyében. Lakosainak száma 3294 fő (2022. január 1.). Vernet Labarthe-sur-Lèze, Clermont-le-Fort, Grépiac, Lagardelle-sur-Lèze, Miremont és Venerque községekkel határos.

## Népesség
A település népessége az elmúlt években az alábbi módon változott:
| Lakosok száma | 1023 | 1715 | 2015 | 2031 | 2413 | 2693 | 2871 | 3059 | 3138 | 3294 |
|               | 1968 | 1982 | 1990 | 2006 | 2013 | 2015 | 2017 | 2019 | 2020 | 2022 |